# Figure of Six
Figure Of Six Is een experimentele hardcoreband, afkomstig uit de Italiaanse stad Cesena. De band is in 2003 begonnen en nam in 2004 hun eerste album op als een experimentele nu-metalband. Inmiddels is de band deze status ontgroeid en wordt gezien als een hardcoreband.

## Muziekstijl
De muziekstijl van Figure of Six wordt vaak gezien en omschreven als experimenteel, melodisch en progressief, echter zijn er meer invloeden te bekennen dan alleen de standaard muziek invloeden. Muziekstijlen als industrial, metal, metalcore en hip-hop zijn af en toe terug te herkennen in de nummers van Figure of Six.

## Bandleden
- Giacomo Lavatura (2003-2009) - Zang en dwarsfluit
- Peter Cadonici - Gitaar
- Matteo Troiano - Gitaar
- Stefano Capuano - Basgitaar
- Michele Mingozzi - Keyboard
- Emanuele Pagani - Drums

## Discografie
- Step One
- Aion